# Troubat
Pour les articles homonymes, voir Troubat (homonymie).

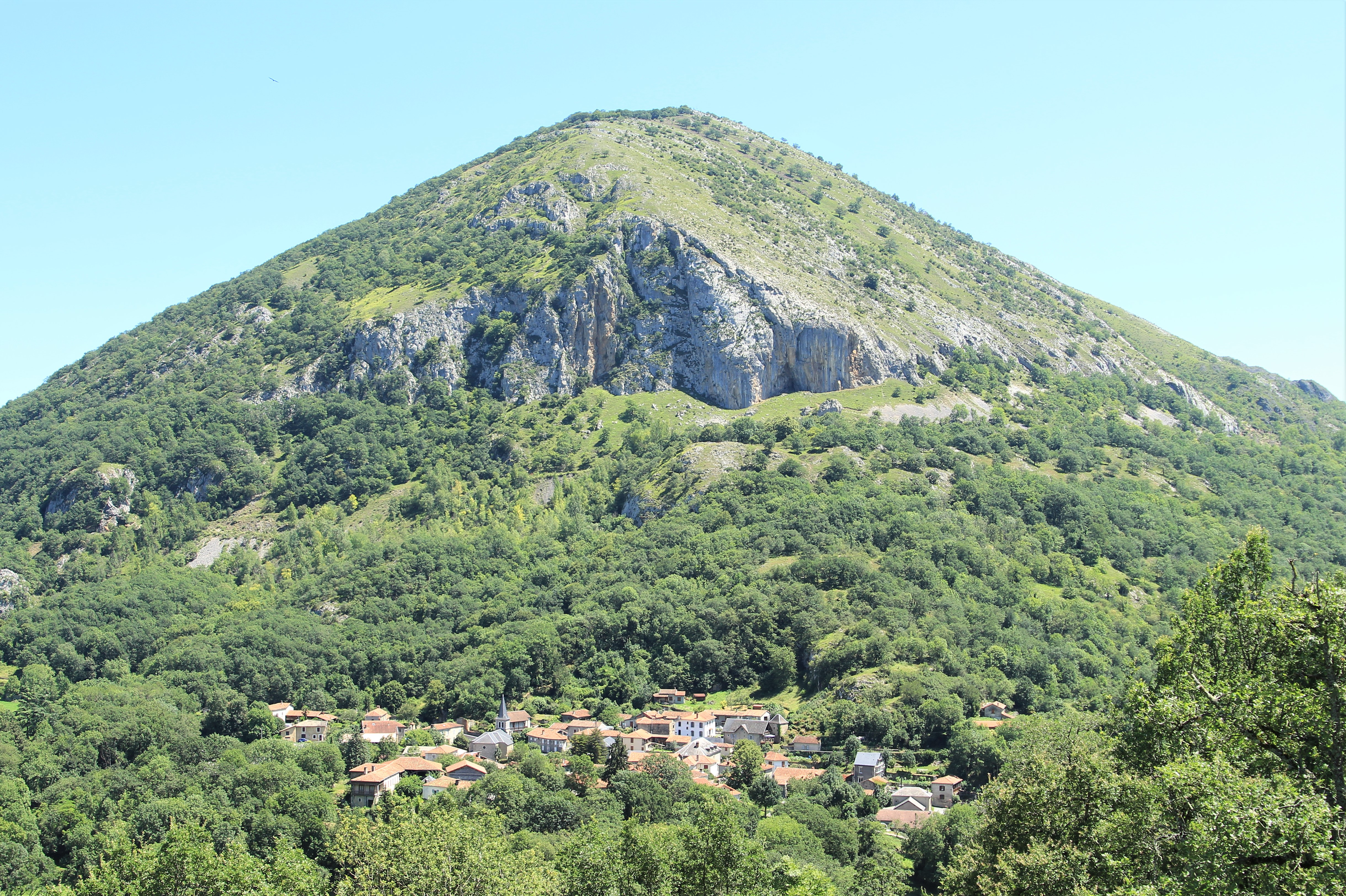
Vue en été.

Troubat est une commune française située dans l'est du département des Hautes-Pyrénées, en région Occitanie, connue pour son site d'escalade.
Sur le plan historique et culturel, la commune est dans le pays de Comminges, correspondant à l’ancien comté de Comminges, circonscription de la province de Gascogne située sur les départements actuels du Gers, de la Haute-Garonne, des Hautes-Pyrénées et de l'Ariège. Exposée à un climat de montagne, elle est drainée par l'Ourse. La commune possède un patrimoine naturel remarquable composé de cinq zones naturelles d'intérêt écologique, faunistique et floristique.
Troubat est une commune rurale qui compte 75 habitants en 2022, après avoir connu un pic de population de 438 habitants en 1846. Ses habitants sont appelés les Troubatais ou  Troubataises.

## Géographie

### Localisation

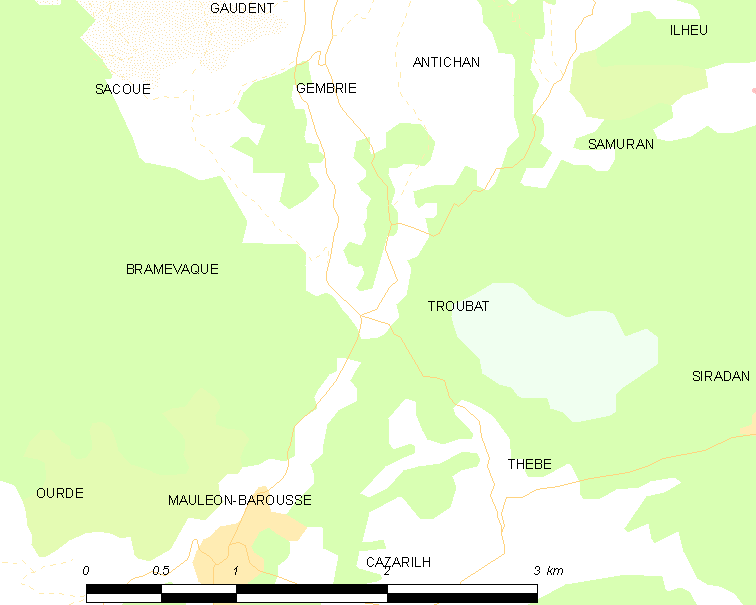
Carte de la commune de Troubat et des proches communes.

La commune de Troubat se trouve dans le département des Hautes-Pyrénées, en région Occitanie.
Elle se situe à 50 km à vol d'oiseau de Tarbes, préfecture du département, à 36 km de Bagnères-de-Bigorre, sous-préfecture, et à 23 km de Lannemezan, bureau centralisateur du canton de la Vallée de la Barousse dont dépend la commune depuis 2015 pour les élections départementales.
La commune fait en outre partie du bassin de vie de Montréjeau.
Les communes les plus proches sont : 
Bramevaque (0,5 km), Thèbe (1,4 km), Gembrie (1,6 km), Samuran (1,7 km), Sacoué (1,9 km), Cazarilh (2,1 km), Antichan (2,1 km), Mauléon-Barousse (2,1 km).
Sur le plan historique et culturel, Troubat fait partie du pays de Comminges, correspondant à l’ancien comté de Comminges, circonscription de la province de Gascogne située sur les départements actuels du Gers, de la Haute-Garonne, des Hautes-Pyrénées et de l'Ariège.
Troubat est limitrophe de six autres communes. Au sud, le territoire communal n'est distant que de 150 mètres de celui de Cazarilh.
| Gembrie          | Antichan | Samuran |
| Bramevaque       | Troubat  |         |
| Mauléon-Barousse |          | Thèbe   |

La commune de Troubat se trouve dans les Pyrénées françaises, en Barousse, en bordure orientale du département des Hautes-Pyrénées (le département de la Haute-Garonne est à 2,6 km à l’est du village). Saint-Bertrand-de-Comminges est à 8 km au nord, Tarbes à 67 km au nord-ouest.
Elle est arrosée par l'Ourse, affluent de la Garonne et qui s'écoule dans le sens sud-nord dans une vallée glaciaire.

#### Routes
Elle est desservie par la petite route départementale D 925, qui sur la commune suit le fond de la vallée de l'Ourse et à laquelle le village est relié par le chemin du Saradet. La D 925 relie Saint-Bertrand-de-Comminges et Loures-Barousse au nord, à Bourg-d'Oueil et sa station de sports d'hiver en Haute-Garonne au sud (la section en Haute-Garonne est prise en relais par la D 51d) ; elle franchit le col du Port de Balès à 1 755 m d'altitude.

La D 22 dessert divers lieux de la commune, jusqu'au village voisin Thèbe au sud-est.
Les routes plus importantes les plus proches sont la RN 125 (Gourdan-Polignan au nord - Fos puis l'Espagne et le val d'Aran au sud) et la D 825 (Montréjeau au nord - Marignac au sud-est). 

L'autoroute la plus proche est la A645 ou « bretelle du Val d'Aran », avec son entrée à 11 km au nord sur Seilhan (près de Gourdan-Polignan). Cette autoroute longue de 6 km relie le sud de la ville de Montréjeau à la sortie no 17 (« Montréjeau ») de l'autoroute A64, évitant la difficile traversée de la ville de Gourdan-Polignan.

#### Trains
La gare la plus proche est Saléchan (7,2 km au sud-est ; ligne de Montréjeau - Gourdan-Polignan à Luchon), desservie par le TER Midi-Pyrénées. La ligne Toulouse-Bayonne est directement accessible à la gare de Montréjeau - Gourdan-Polignan (Haute-Garonne, 14 km au nord). Des trains directs existent de Paris à Bagnères-de-Luchon (Haute-Garonne, 28 km au sud-est).

#### Aéroports
Les aéroports les plus proches sont l'aéroport de Tarbes-Lourdes-Pyrénées (80 km par l'autoroute A64) et celui de Toulouse-Blagnac (122 km par la A64).

### Hydrographie
La commune est dans le bassin versant de la Garonne, au sein du bassin hydrographique Adour-Garonne. Elle est drainée par l'Ourse, constituant un réseau hydrographique de 2 km de longueur totale,.
L'Ourse, d'une longueur totale de 25,4 km, prend sa source dans la commune de Ferrère et s'écoule vers le nord. Il traverse la commune et se jette dans la Garonne à Loures-Barousse, après avoir traversé 12 communes.

### Climat
Le climat qui caractérise la commune est qualifié, en 2010, de « climat des marges montargnardes », selon la typologie des climats de la France qui compte alors huit grands types de climats en métropole. En 2020, la commune ressort du type « climat de montagne » dans la classification établie par Météo-France, qui ne compte désormais, en première approche, que cinq grands types de climats en métropole. Pour ce type de climat, la température décroît rapidement en fonction de l'altitude. On observe une nébulosité minimale en hiver et maximale en été. Les vents et les précipitations varient notablement selon le lieu.
Les paramètres climatiques qui ont permis d’établir la typologie de 2010 comportent six variables pour les températures et huit pour les précipitations, dont les valeurs correspondent à la normale 1971-2000. Les sept principales variables caractérisant la commune sont présentées dans l'encadré ci-après.
| Paramètres climatiques communaux sur la période 1971-2000 - Moyenne annuelle de température : 11,1 °C - Nombre de jours avec une température inférieure à −5 °C : 8,3 j - Nombre de jours avec une température supérieure à 30 °C : 3,6 j - Amplitude thermique annuelle : 15 °C - Cumuls annuels de précipitation : 1 153 mm - Nombre de jours de précipitation en janvier : 9,8 j - Nombre de jours de précipitation en juillet : 8 j |

Avec le changement climatique, ces variables ont évolué. Une étude réalisée en 2014 par la Direction générale de l'Énergie et du Climat complétée par des études régionales prévoit en effet que la  température moyenne devrait croître et la pluviométrie moyenne baisser, avec toutefois de fortes variations régionales. Ces changements peuvent être constatés sur la station météorologique de Météo-France la plus proche, « Mauléon-Barousse », sur la commune de Mauléon-Barousse, mise en service en 1995 et qui se trouve à 2 km à vol d'oiseau,, où la température moyenne annuelle est de 12,3 °C et la hauteur de précipitations de 1 121,4 mm pour la période 1981-2010.
Sur la station météorologique historique la plus proche, « Tarbes-Lourdes-Pyrénées », sur la commune d'Ossun, mise en service en 1946 et à 54 km, la température moyenne annuelle évolue de 12,2 °C pour la période 1971-2000, à 12,6 °C pour 1981-2010, puis à 12,9 °C pour 1991-2020.

### Milieux naturels et biodiversité
L’inventaire des zones naturelles d'intérêt écologique, faunistique et floristique (ZNIEFF) a pour objectif de réaliser une couverture des zones les plus intéressantes sur le plan écologique, essentiellement dans la perspective d’améliorer la connaissance du patrimoine naturel national et de fournir aux différents décideurs un outil d’aide à la prise en compte de l’environnement dans l’aménagement du territoire.
Trois ZNIEFF de type 1 sont recensées sur la commune :
- « l'Ourse et ses affluents de Ferrère à Izaourt » (85 ha), couvrant 18 communes du département[25] ;
- les « rochers calcaires et milieux associés du Mail de Maubourg à la montagne de Gert » (1 354 ha), couvrant 11 communes dont une dans la Haute-Garonne et dix dans les Hautes-Pyrénées[26],
- le « vallon de Sarroumagna, bois du Pradet et soulane d'Ourde » (614 ha), couvrant 6 communes du département[27] ;

et deux ZNIEFF de type 2, : 
- les « Garonne amont, Pique et Neste » (1 788 ha), couvrant 112 communes dont 42 dans la Haute-Garonne et 70 dans les Hautes-Pyrénées[28] ;
- les « montagnes sèches et rocheuses en rives gauche et droite de l'Ourse et à Saint-Bertrand-de-Comminges » (5 147 ha), couvrant 24 communes dont deux dans la Haute-Garonne et 22 dans les Hautes-Pyrénées[29].

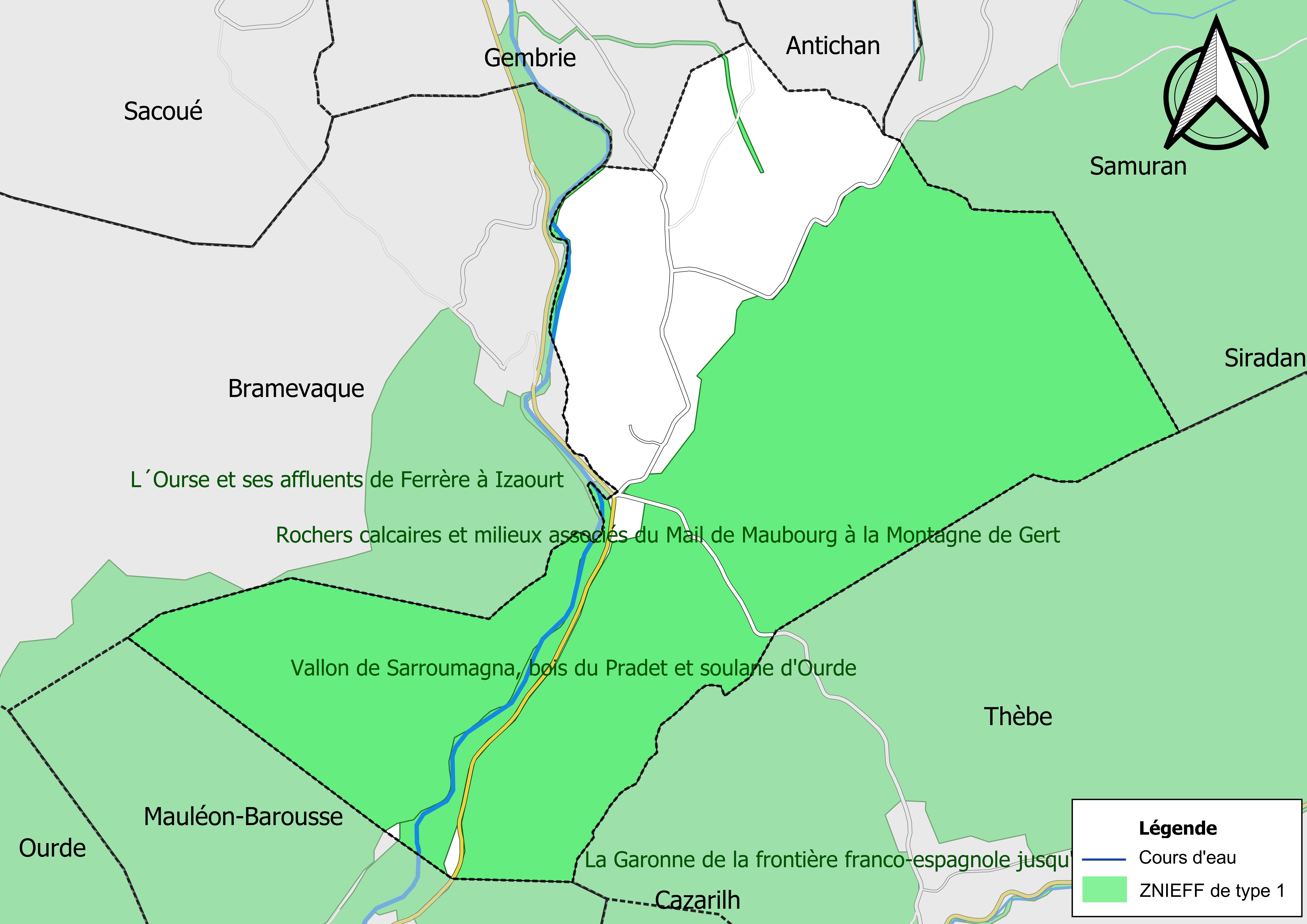
Carte des ZNIEFF de type 1 sur la commune.
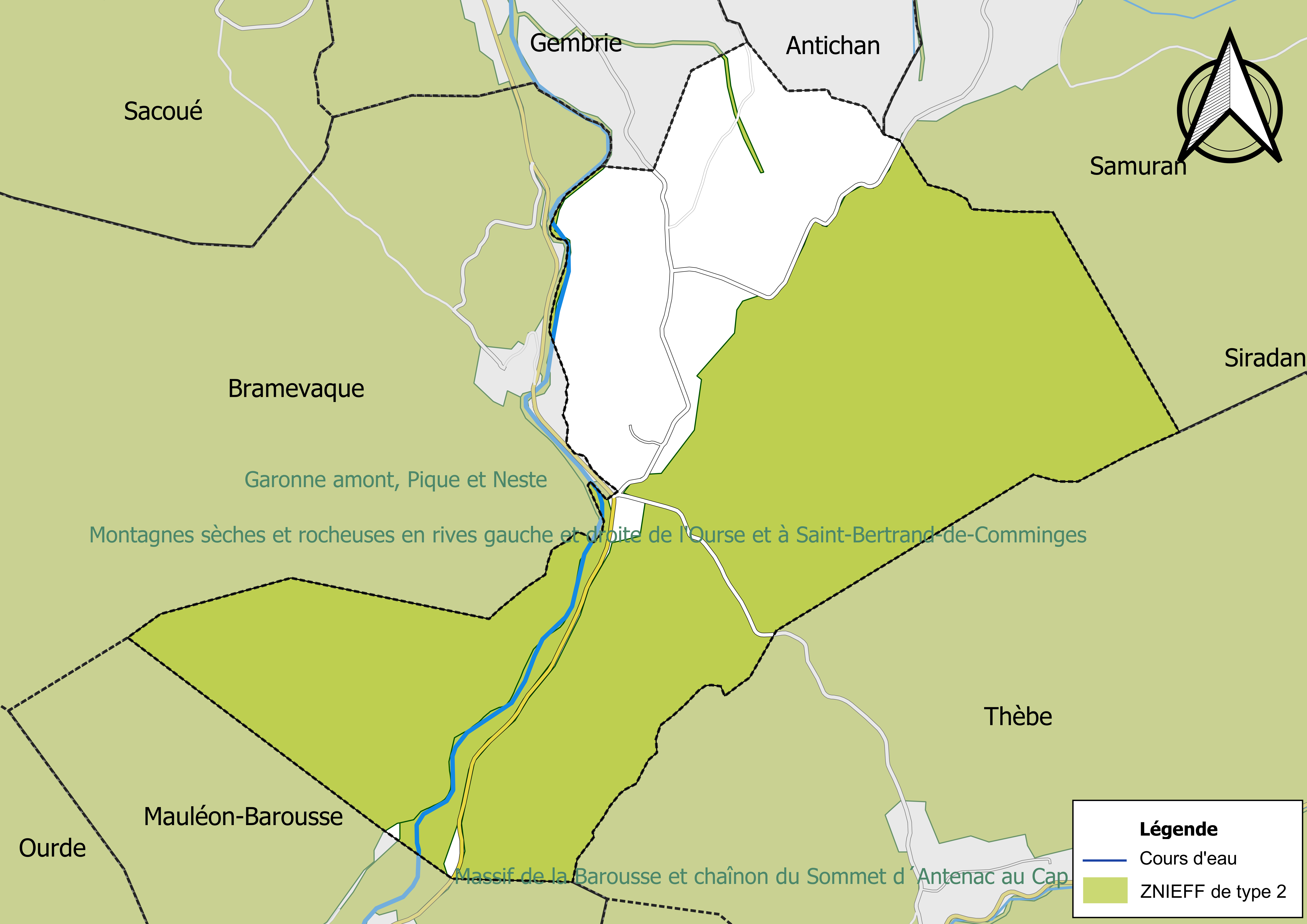
Carte des ZNIEFF de type 2 sur la commune.

## Urbanisme

### Typologie
Au 1er janvier 2024, Troubat est catégorisée commune rurale à habitat dispersé, selon la nouvelle grille communale de densité à sept niveaux définie par l'Insee en 2022.
Elle est située hors unité urbaine et hors attraction des villes,.

### Occupation des sols
L'occupation des sols de la commune, telle qu'elle ressort de la base de données européenne d’occupation biophysique des sols Corine Land Cover (CLC), est marquée par l'importance des forêts et milieux semi-naturels (80,3 % en 2018), une proportion identique à celle de 1990 (80,3 %). La répartition détaillée en 2018 est la suivante : 
forêts (72,4 %), prairies (12,5 %), zones agricoles hétérogènes (7,2 %), espaces ouverts, sans ou avec peu de végétation (7 %), milieux à végétation arbustive et/ou herbacée (0,9 %).
L'IGN met par ailleurs à disposition un outil en ligne permettant de comparer l’évolution dans le temps de l’occupation des sols de la commune (ou de territoires à des échelles différentes). Plusieurs époques sont accessibles sous forme de cartes ou photos aériennes : la carte de Cassini (XVIIIe siècle), la carte d'état-major (1820-1866) et la période actuelle (1950 à aujourd'hui).

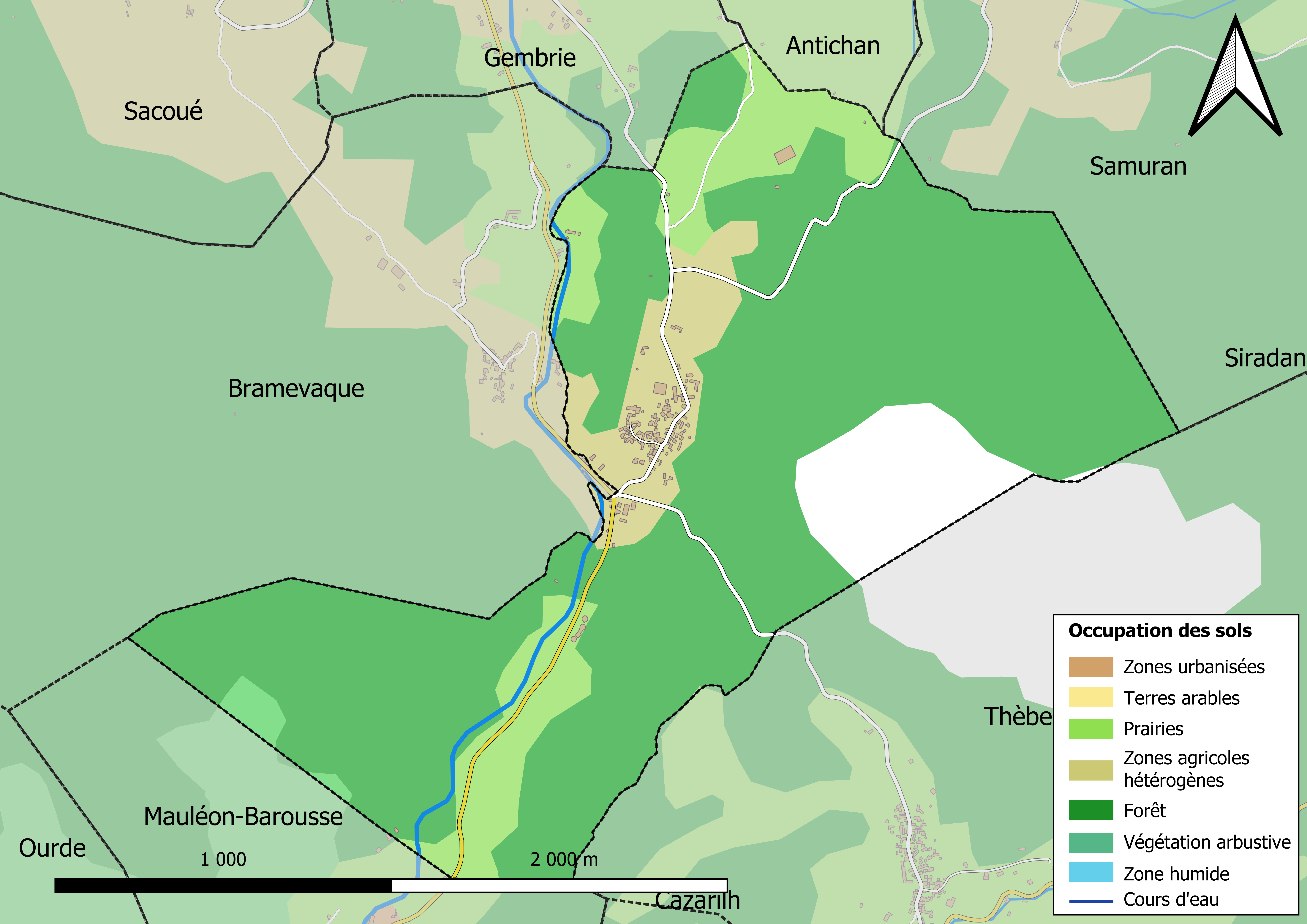
Carte des infrastructures et de l'occupation des sols en 2018 (CLC) de la commune.
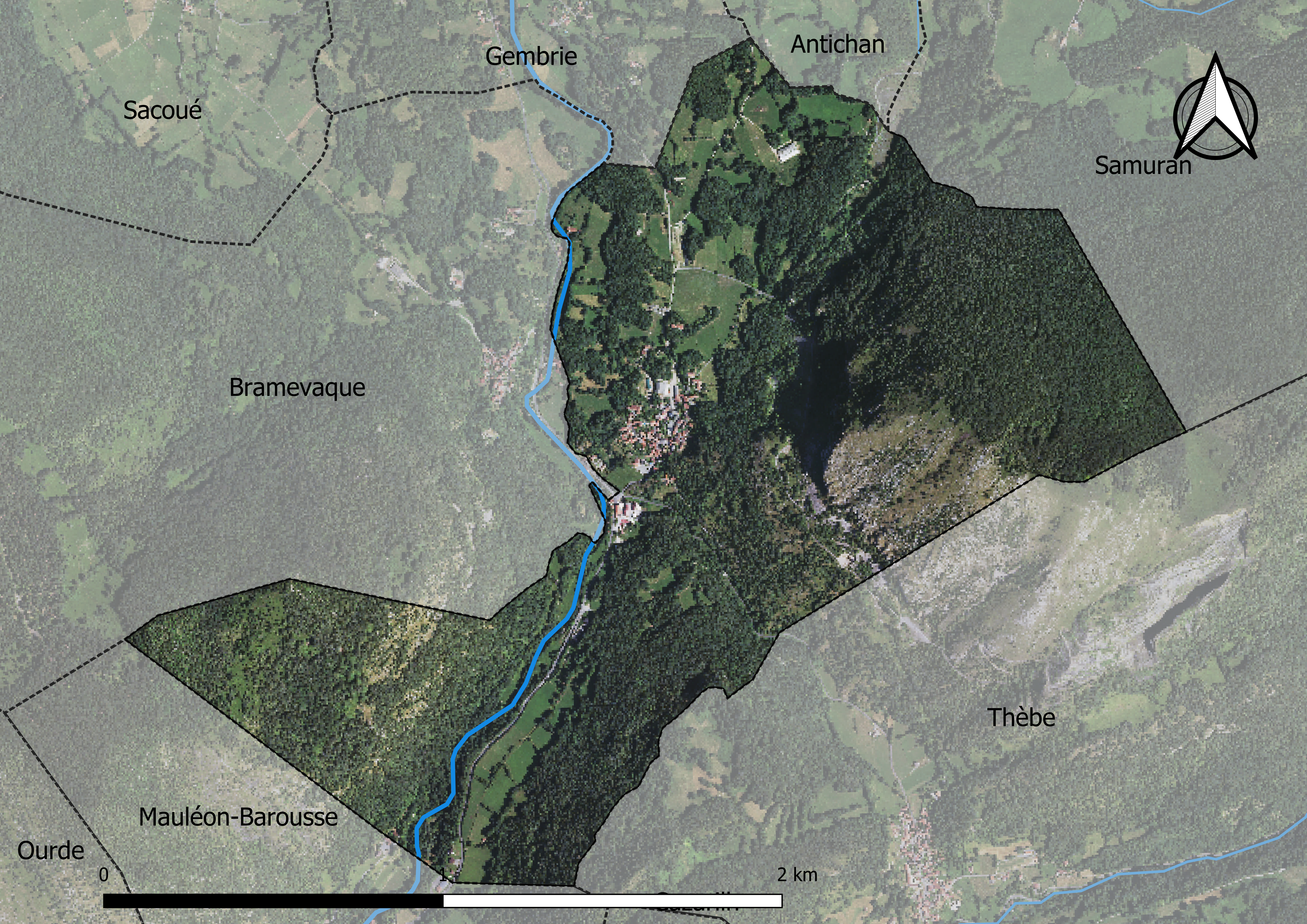
Carte orthophotogrammétrique de la commune.

### Risques majeurs
Le territoire de la commune de Troubat est vulnérable à différents aléas naturels : météorologiques (tempête, orage, neige, grand froid, canicule ou sécheresse), inondations, feux de forêts, mouvements de terrains et séisme (sismicité moyenne). Un site publié par le BRGM permet d'évaluer simplement et rapidement les risques d'un bien localisé soit par son adresse soit par le numéro de sa parcelle.
Certaines parties du territoire communal sont susceptibles d’être affectées par le risque d’inondation par débordement de cours d'eau, notamment l'Ourse. La cartographie des zones inondables en ex-Midi-Pyrénées réalisée dans le cadre du XIe Contrat de plan État-région, visant à informer les citoyens et les décideurs sur le risque d’inondation, est accessible sur le site de la DREAL Occitanie. La commune a été reconnue en état de catastrophe naturelle au titre des dommages causés par les inondations et coulées de boue survenues en 1982, 1999 et 2009,.
Troubat est exposée au risque de feu de forêt. Un plan départemental de protection des forêts contre les incendies a été approuvé par arrêté préfectoral le 21 avril 2020 pour la période 2020-2029. Le précédent couvrait la période 2007-2017. L’emploi du feu est régi par deux types de réglementations. D’abord le code forestier et l’arrêté préfectoral du 27 octobre 2014, qui réglementent l’emploi du feu à moins de 200 m des espaces naturels combustibles sur l’ensemble du département. Ensuite celle établie dans le cadre de la lutte contre la pollution de l’air, qui interdit le brûlage des déchets verts des particuliers. L’écobuage est quant à lui réglementé dans le cadre de commissions locales d’écobuage (CLE)

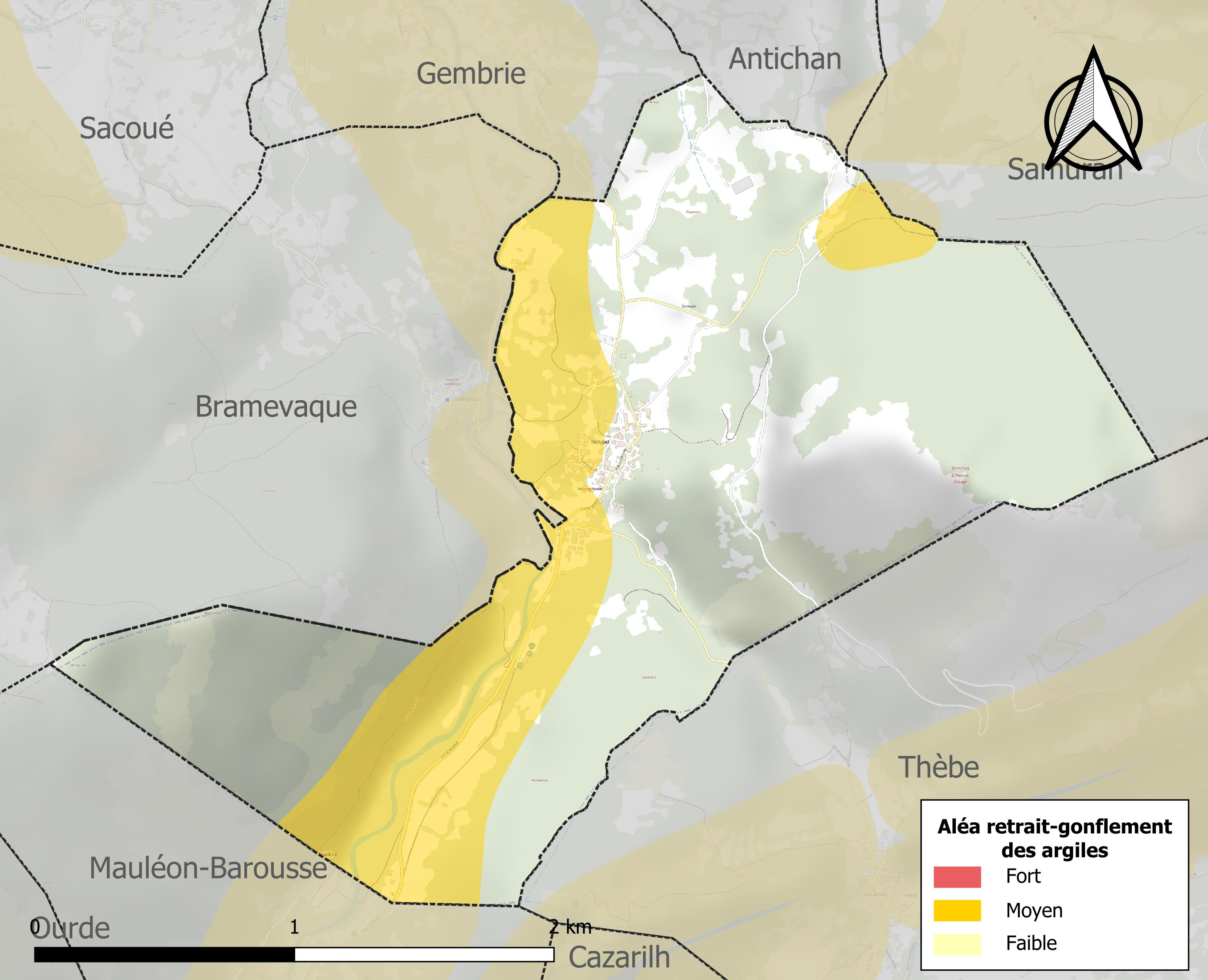
Carte des zones d'aléa retrait-gonflement des sols argileux de Troubat.

Les mouvements de terrains susceptibles de se produire sur la commune sont des tassements différentiels.
Le retrait-gonflement des sols argileux est susceptible d'engendrer des dommages importants aux bâtiments en cas d’alternance de périodes de sécheresse et de pluie. 25,5 % de la superficie communale est en aléa moyen ou fort (44,5 % au niveau départemental et 48,5 % au niveau national). Sur les 70 bâtiments dénombrés sur la commune en 2019, 27 sont en aléa moyen ou fort, soit 39 %, à comparer aux 75 % au niveau départemental et 54 % au niveau national. Une cartographie de l'exposition du territoire national au retrait gonflement des sols argileux est disponible sur le site du BRGM,.
Par ailleurs, afin de mieux appréhender le risque d’affaissement de terrain, l'inventaire national des cavités souterraines permet de localiser celles situées sur la commune.
Concernant les mouvements de terrains, la commune a été reconnue en état de catastrophe naturelle au titre des dommages causés par des mouvements de terrain en 1999.

## Toponymie

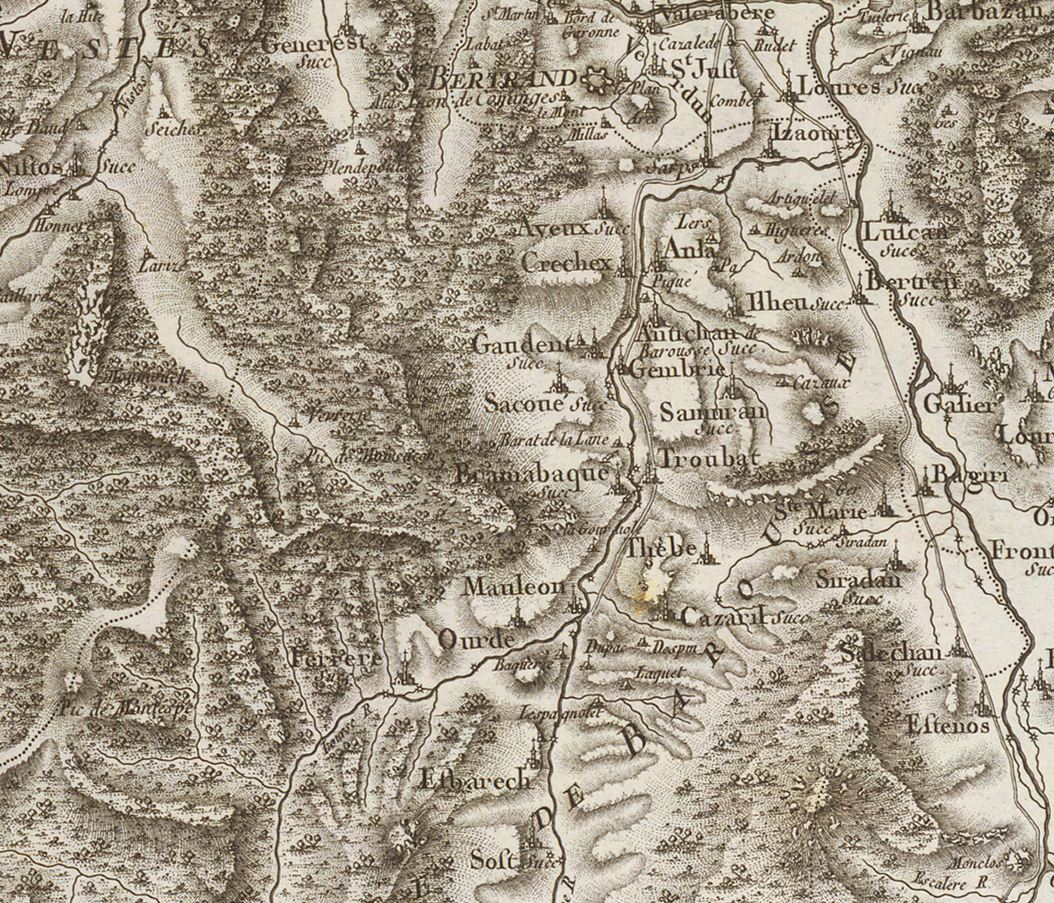
Extrait de la carte de Cassini (entre 1756 et 1789) situant Troubat au nord de Mauléon-Barousse.

On trouvera les principales informations dans le Dictionnaire toponymique des communes des Hautes-Pyrénées de Michel Grosclaude et Jean-François Le Nail qui rapporte les dénominations historiques du village :
- de Trobato, latin (1387, pouillé du Comminges) ;
- Trobat (1767, Larcher, cartulaire du Comminges) ;
- Troubat, fin XVIIIe siècle, carte de Cassini.

Étymologie : peut-être participe passé du verbe trobar (= trouvé) ; peut-être nom de personnage.
Nom occitan : Trobath.

## Histoire
La grotte du Moulin, sur versant nord du mont Gouardère, a été occupée du Magdalénien moyen à l'âge du bronze.

## Politique et administration

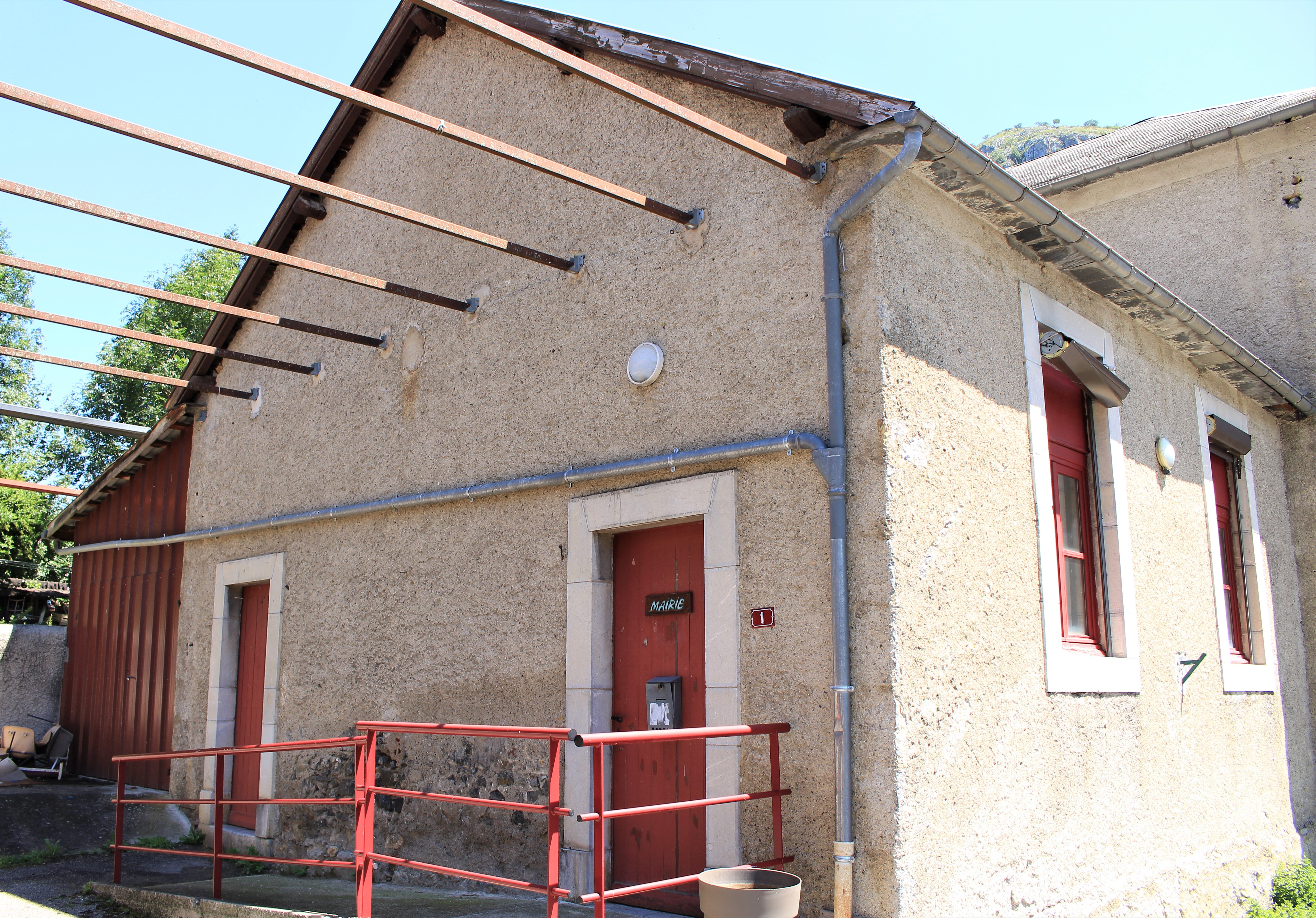
La mairie en 2023.

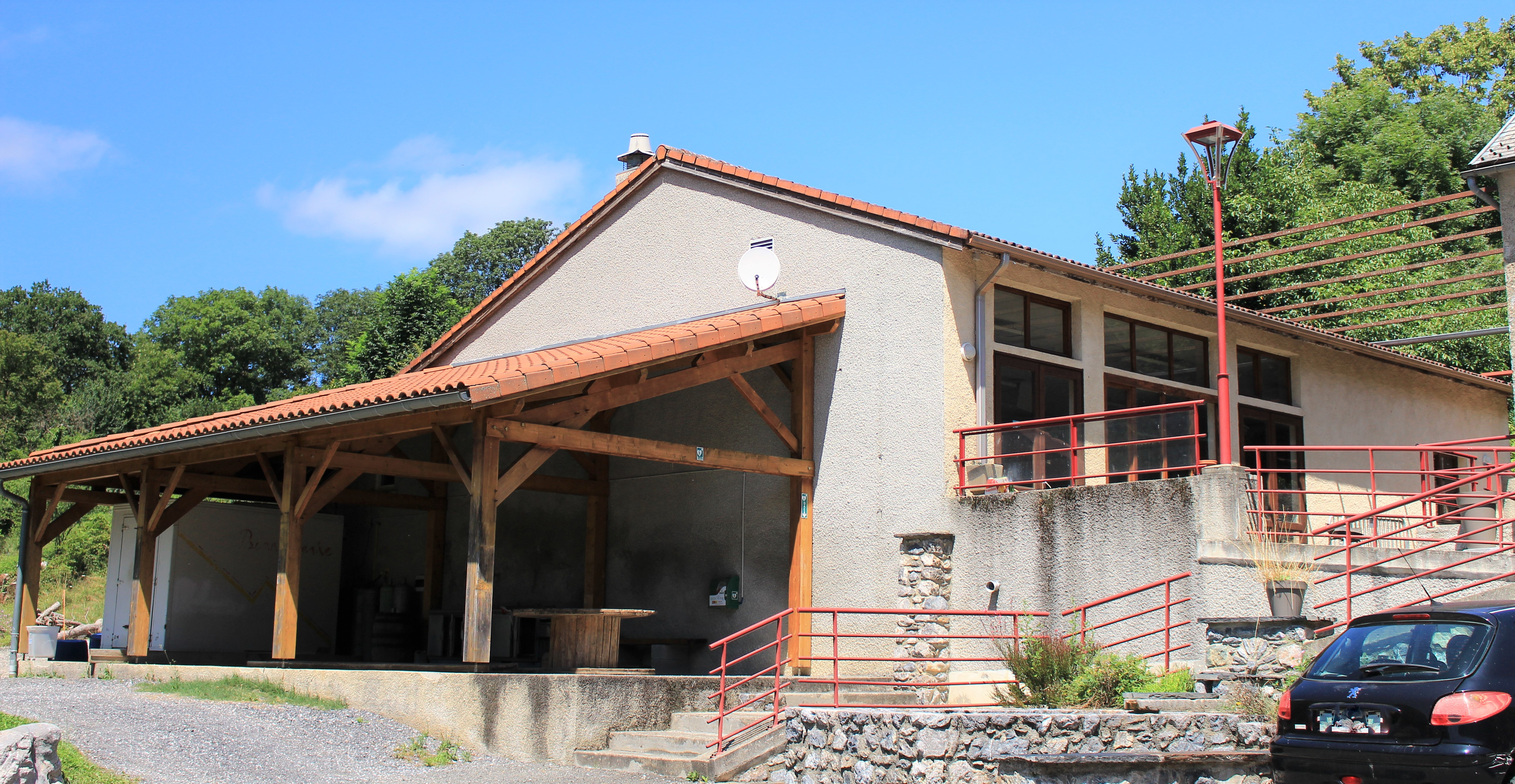
Le foyer rural en 2023.

### Liste des maires
| Période                                  | Période  | Identité     | Étiquette | Qualité |
| ---------------------------------------- | -------- | ------------ | --------- | ------- |
| Les données manquantes sont à compléter. |          |              |           |         |
|                                          |          |              |           |         |
|                                          |          | Henri Gouaux |           |         |
| mars 1989 (réélu en mai 2020)            | En cours | Alain Porte  |           |         |

### Rattachements administratifs et électoraux

#### Historique administratif
Sénéchaussée d'Auch, pays des Quatre-Vallées, Vallée de la Barousse, canton de Barousse (1801-2014).

#### Intercommunalité
Troubat appartient à la communauté de communes Neste Barousse créée en janvier 2017 et qui réunit 43 communes.

## Population et société

### Démographie

#### Évolution démographique
L'évolution du nombre d'habitants est connue à travers les recensements de la population effectués dans la commune depuis 1793. Pour les communes de moins de 10 000 habitants, une enquête de recensement portant sur toute la population est réalisée tous les cinq ans, les populations de référence des années intermédiaires étant quant à elles estimées par interpolation ou extrapolation. Pour la commune, le premier recensement exhaustif entrant dans le cadre du nouveau dispositif a été réalisé en 2005.

En 2022, la commune comptait 75 habitants, en évolution de +2,74 % par rapport à 2016 (Hautes-Pyrénées : +1,59 %, France hors Mayotte : +2,11 %).
| 1793 | 1800 | 1806 | 1821 | 1831 | 1836 | 1841 | 1846 | 1851 |
| ---- | ---- | ---- | ---- | ---- | ---- | ---- | ---- | ---- |
| 347  | 366  | 333  | 368  | 415  | 423  | 431  | 438  | 434  |

| 1856 | 1861 | 1866 | 1872 | 1876 | 1881 | 1886 | 1891 | 1896 |
| ---- | ---- | ---- | ---- | ---- | ---- | ---- | ---- | ---- |
| 407  | 360  | 343  | 329  | 306  | 298  | 255  | 233  | 211  |

| 1901 | 1906 | 1911 | 1921 | 1926 | 1931 | 1936 | 1946 | 1954 |
| ---- | ---- | ---- | ---- | ---- | ---- | ---- | ---- | ---- |
| 200  | 205  | 197  | 143  | 144  | 148  | 146  | 94   | 80   |

| 1962 | 1968 | 1975 | 1982 | 1990 | 1999 | 2005 | 2006 | 2010 |
| ---- | ---- | ---- | ---- | ---- | ---- | ---- | ---- | ---- |
| 78   | 77   | 51   | 41   | 35   | 53   | 53   | 53   | 58   |

| 2015 | 2020 | 2022 | - | - | - | - | - | - |
| ---- | ---- | ---- | - | - | - | - | - | - |
| 73   | 75   | 75   | - | - | - | - | - | - |

### Enseignement
La commune dépend de l'académie de Toulouse. Elle ne dispose plus d'école en 2019.

## Économie

### Emploi
|                | 2008   | 2013  | 2018  |
| -------------- | ------ | ----- | ----- |
| Commune        | 12,9 % | 9,1 % | 7,1 % |
| Département    | 7,7 %  | 9,4 % | 9,8 % |
| France entière | 8,3 %  | 10 %  | 10 %  |

En 2018, la population âgée de 15 à 64 ans s'élève à 41 personnes, parmi lesquelles on compte 81 % d'actifs (73,8 % ayant un emploi et 7,1 % de chômeurs) et 19 % d'inactifs,. En  2018, le taux de chômage communal (au sens du recensement) des 15-64 ans est inférieur à celui de la France et du département, alors qu'en 2008 la situation était inverse.
La commune est hors attraction des villes,. Elle compte 17 emplois en 2018, contre 21 en 2013 et 28 en 2008. Le nombre d'actifs ayant un emploi résidant dans la commune est de 32, soit un indicateur de concentration d'emploi de 53,2 % et un taux d'activité parmi les 15 ans ou plus de 56,5 %.
Sur ces 32 actifs de 15 ans ou plus ayant un emploi, 7 travaillent dans la commune, soit 22 % des habitants. Pour se rendre au travail, 90,6 % des habitants utilisent un véhicule personnel ou de fonction à quatre roues et 9,4 % n'ont pas besoin de transport (travail au domicile).

### Activités
L'économie de la commune est basée sur l'agriculture. La société Millet Culinor, fabricant de mobilier urbain et aménagement urbain, y est implantée depuis plus de 30 ans.

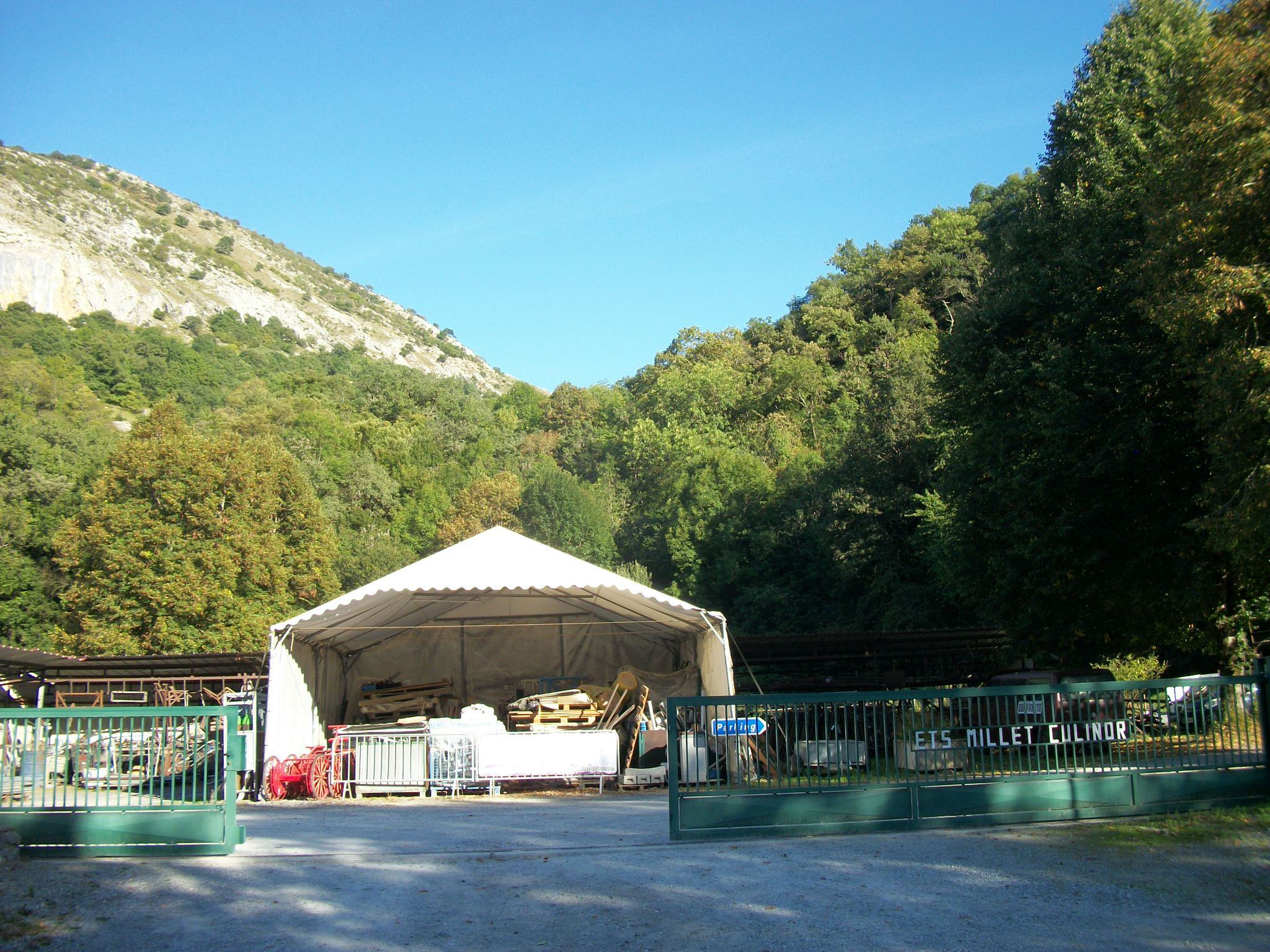
La société Millet Culinor.
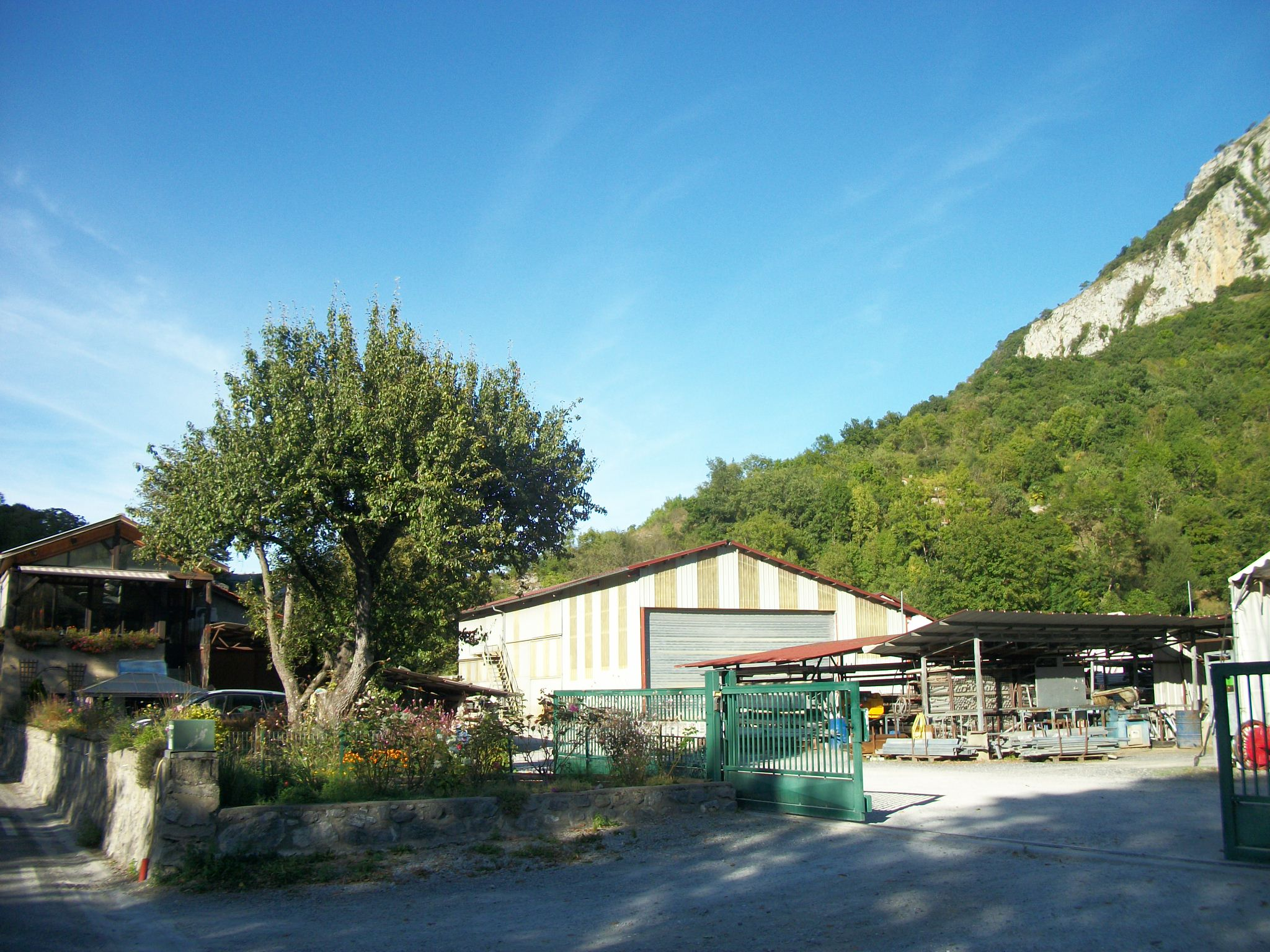
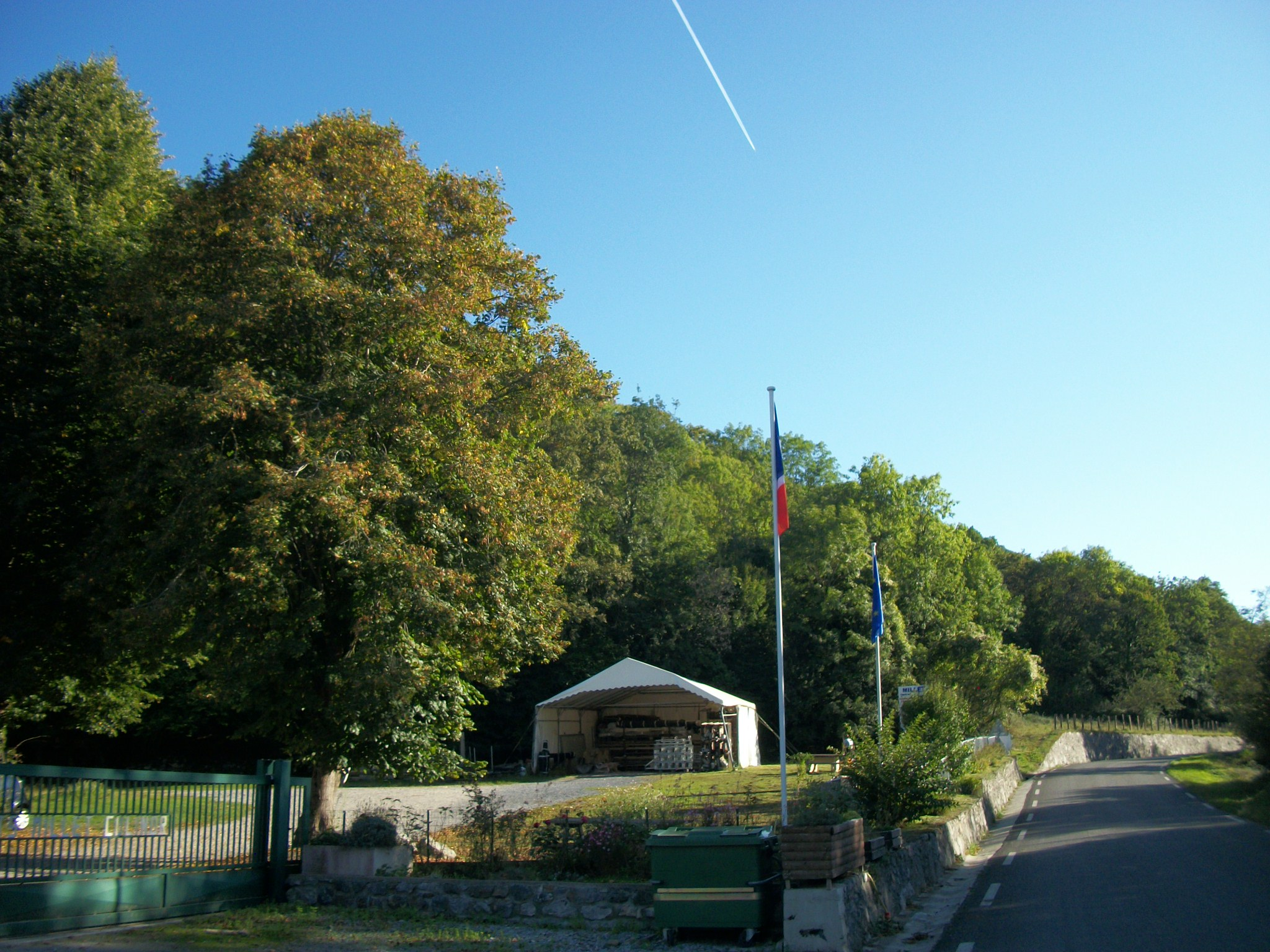

## Protection environnementale
Depuis 2009, la zone des Rochers calcaires et milieux associés du Mail de Maubourg à la Montagne de Gert est répertoriée en ZNIEFF de type 1. Avec une superficie de 1 353,97 hectares, elle s'étend sur une partie de la commune de Troubat.

## Culture locale et patrimoine

### Lieux et monuments
- Église Saint-Pierre.
- Grotte du Moulin.
- La falaise de Troubat qui domine le village est un important site d'escalade, « endroit mythique des Pyrénées centrales.. le fleuron du secteur ». En 1985 et 1986 s’y sont déroulés les Championnats de France d'escalade[50].
- La grotte de Sainte-Araille, à 500 m à l’est du village sur le flanc ouest du Sommet d'Herbe Rouge (montagne du Gert), jouxte un des secteurs du site d'escalade (secteur de la Carrière). D'accès libre, son développement[Note 9] est de 250 m. Avec un dénivelé de seulement −15 m[51], elle peut être visitée par un public non averti, enfants compris, accompagné par un guide professionnel (durée environ 1 h 30).
- Monument aux morts.

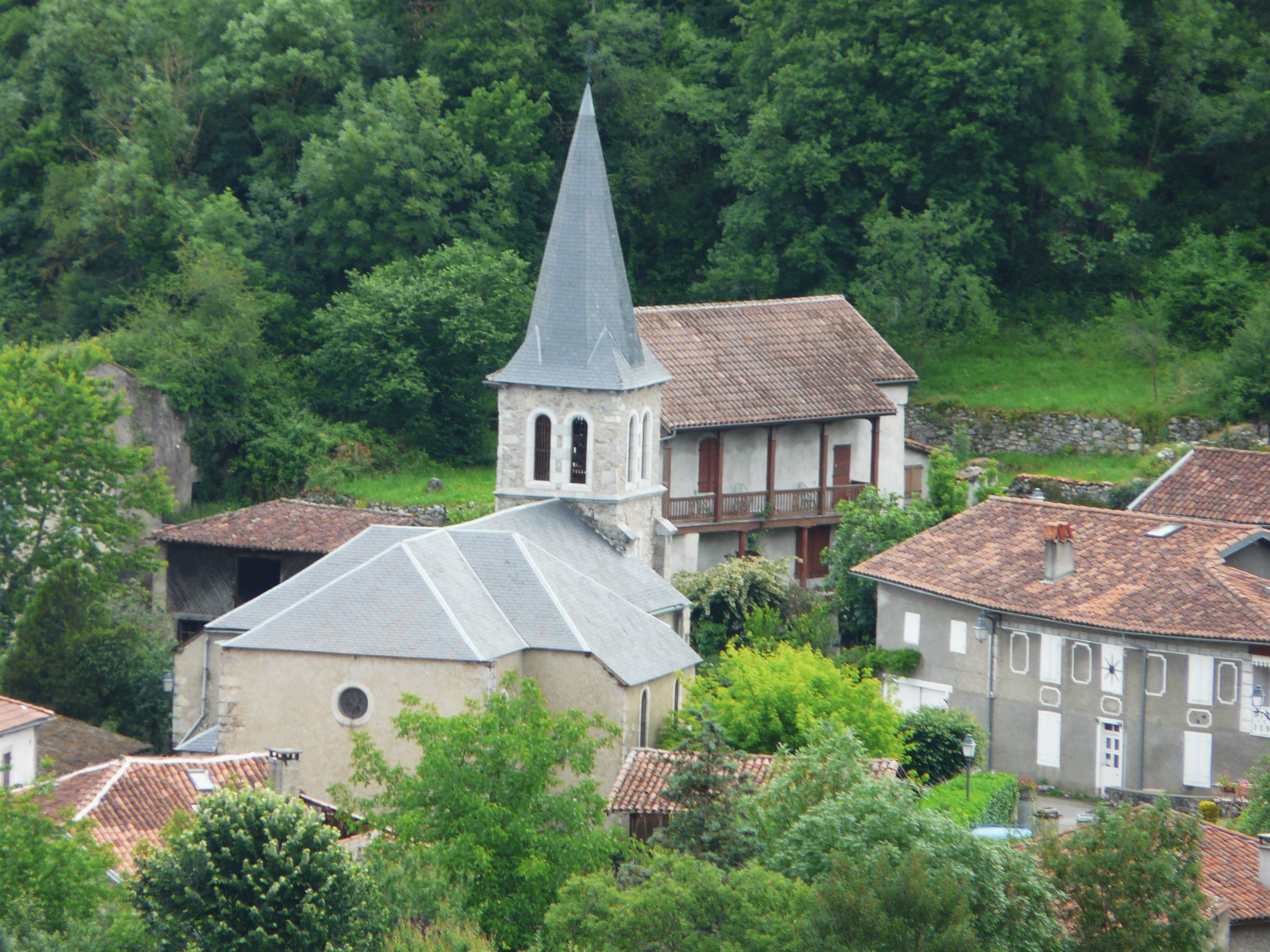
L'église Saint-Pierre.
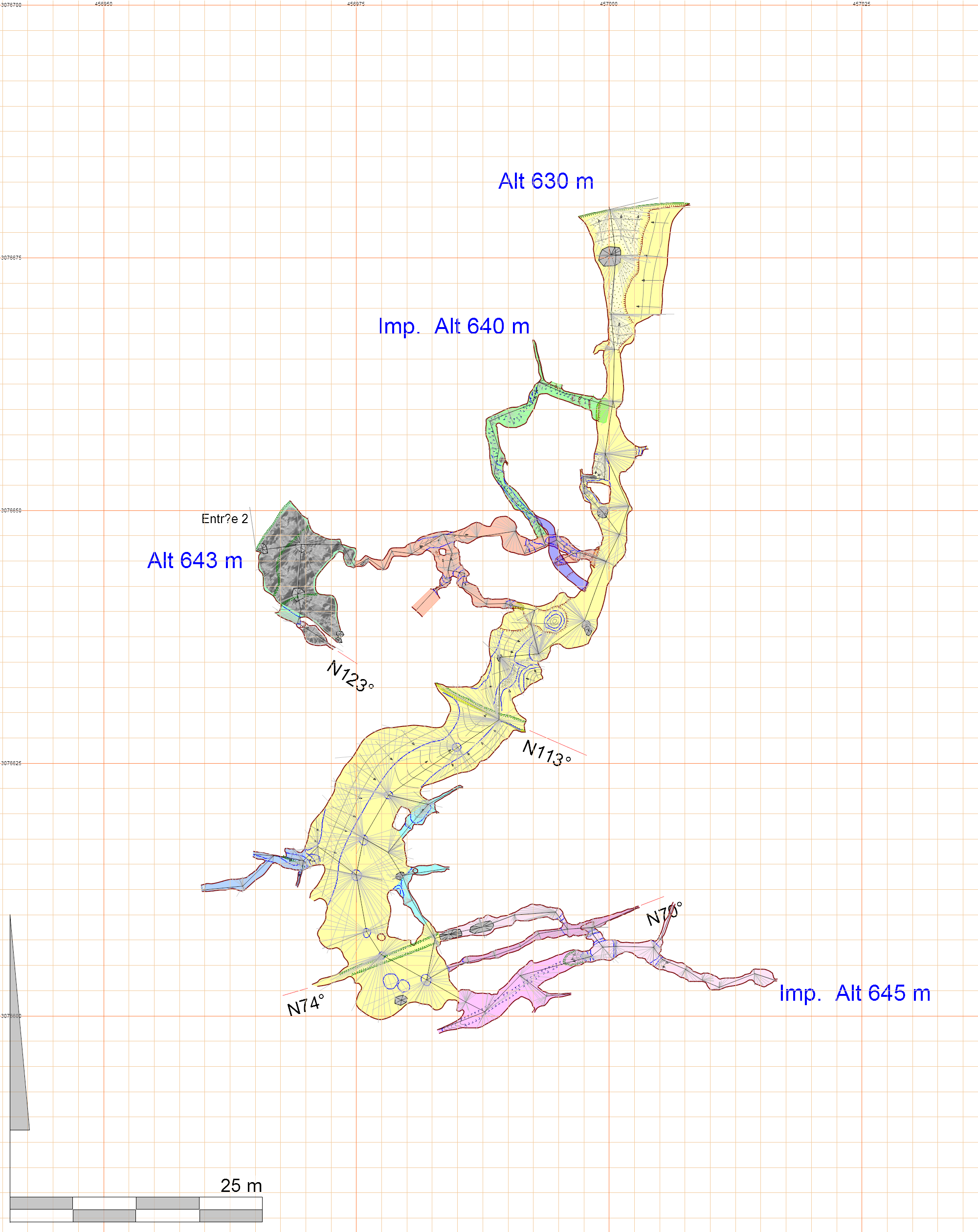
Plan de la grotte de Sainte-Araille.
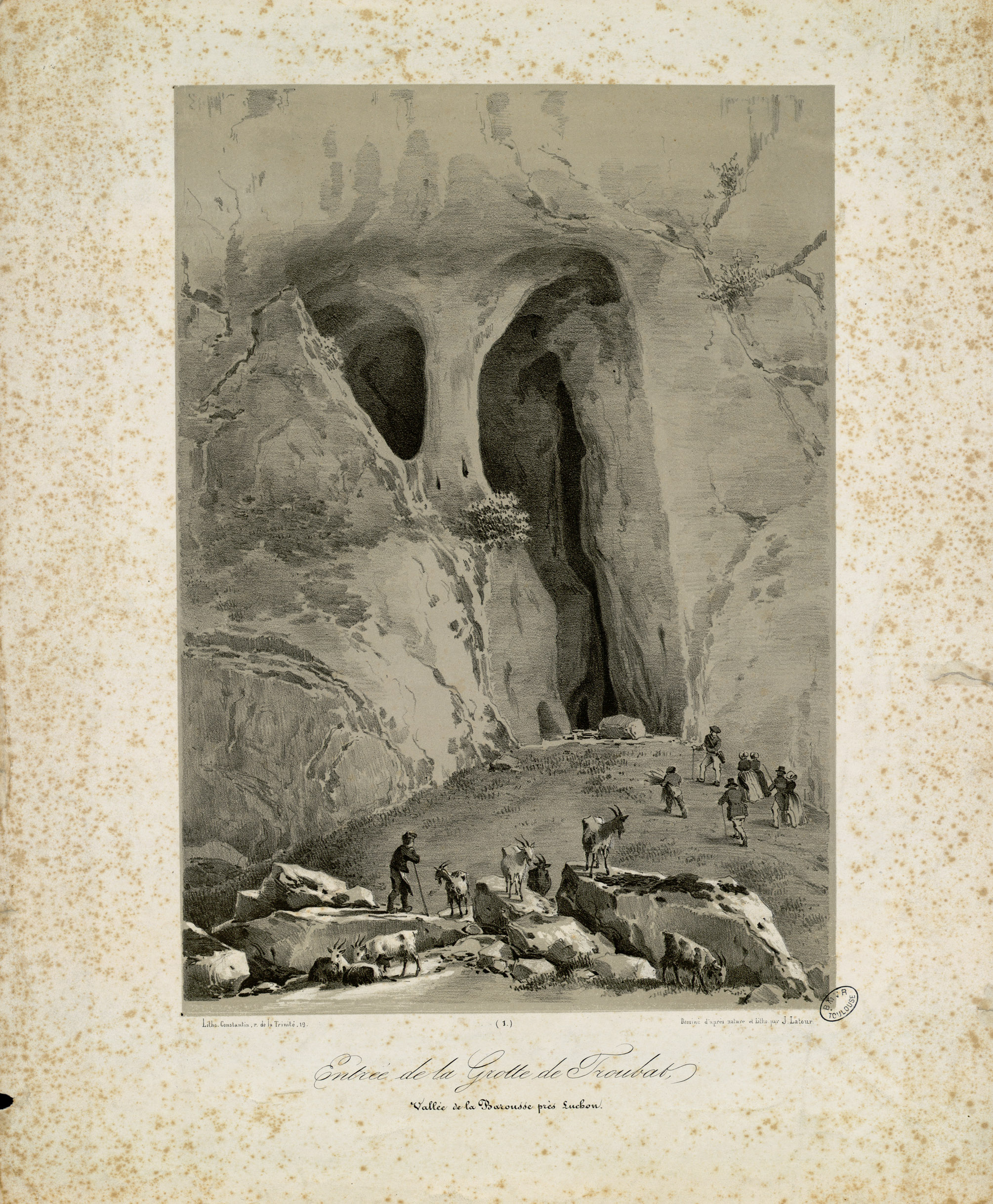
Entrée de la grotte de Troubat - Vallée de la Barousse, par Joseph Latour.

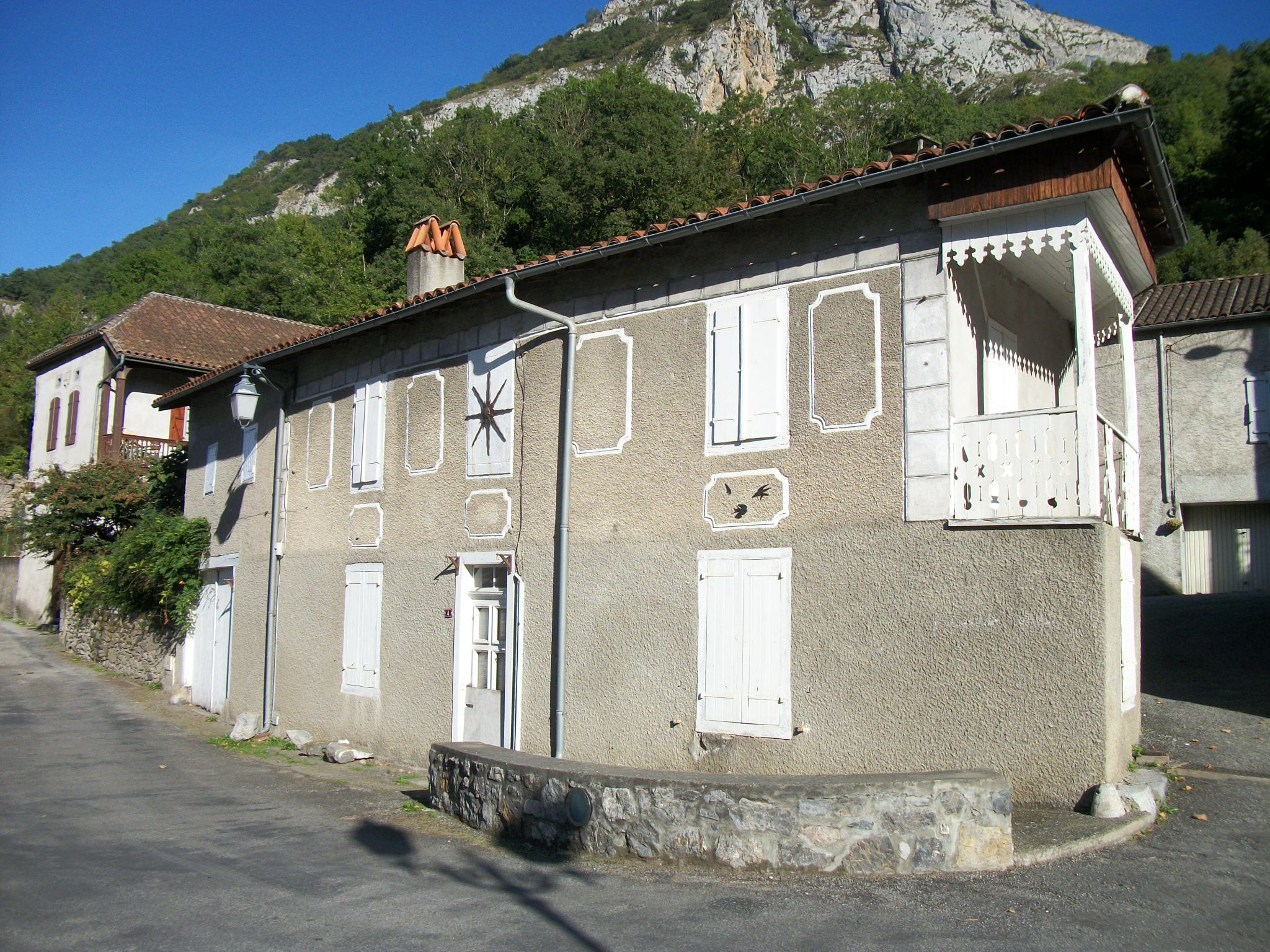
Une maison aux décorations traditionnelles.
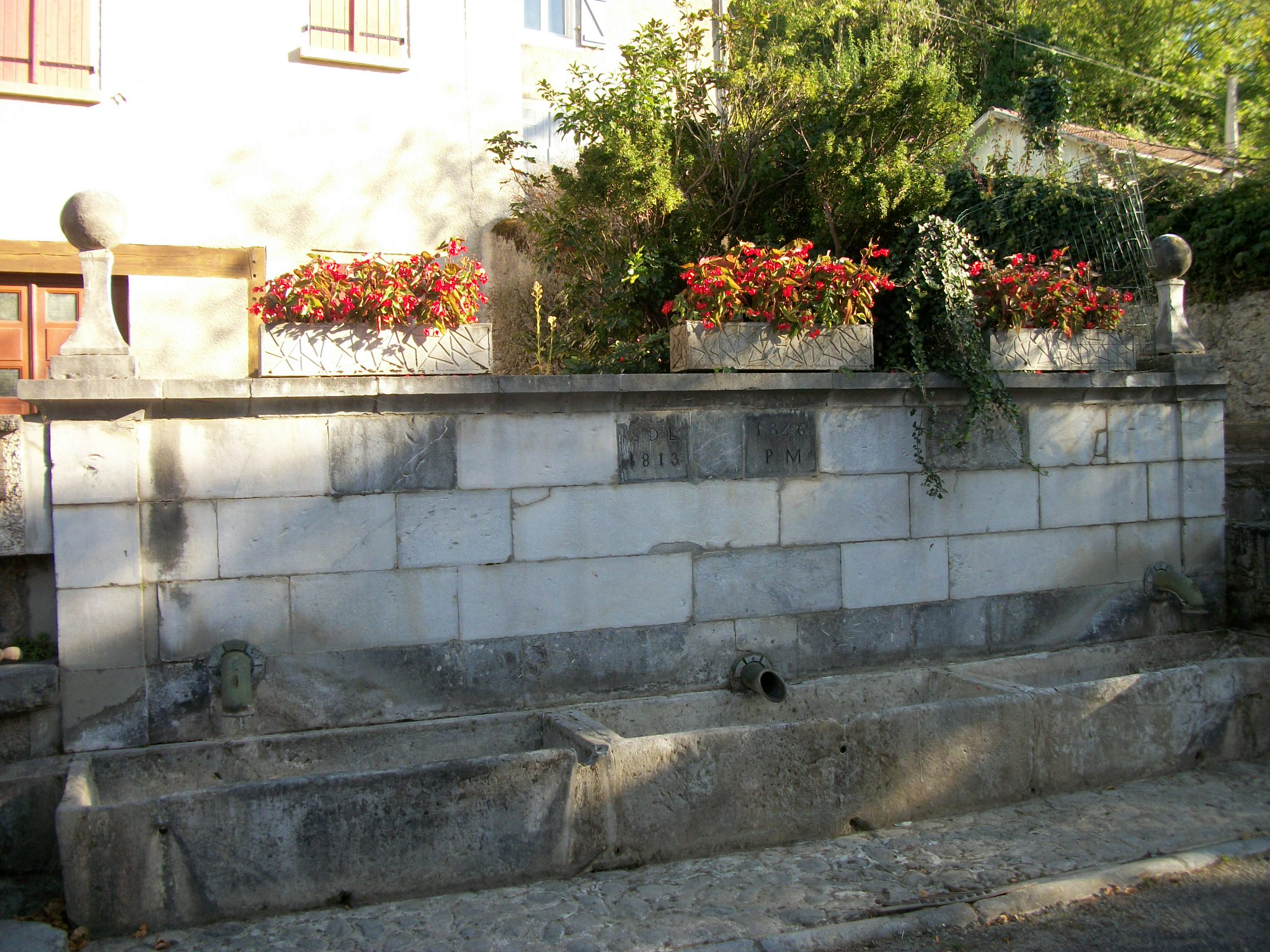
Un monument abreuvoir fleuri.
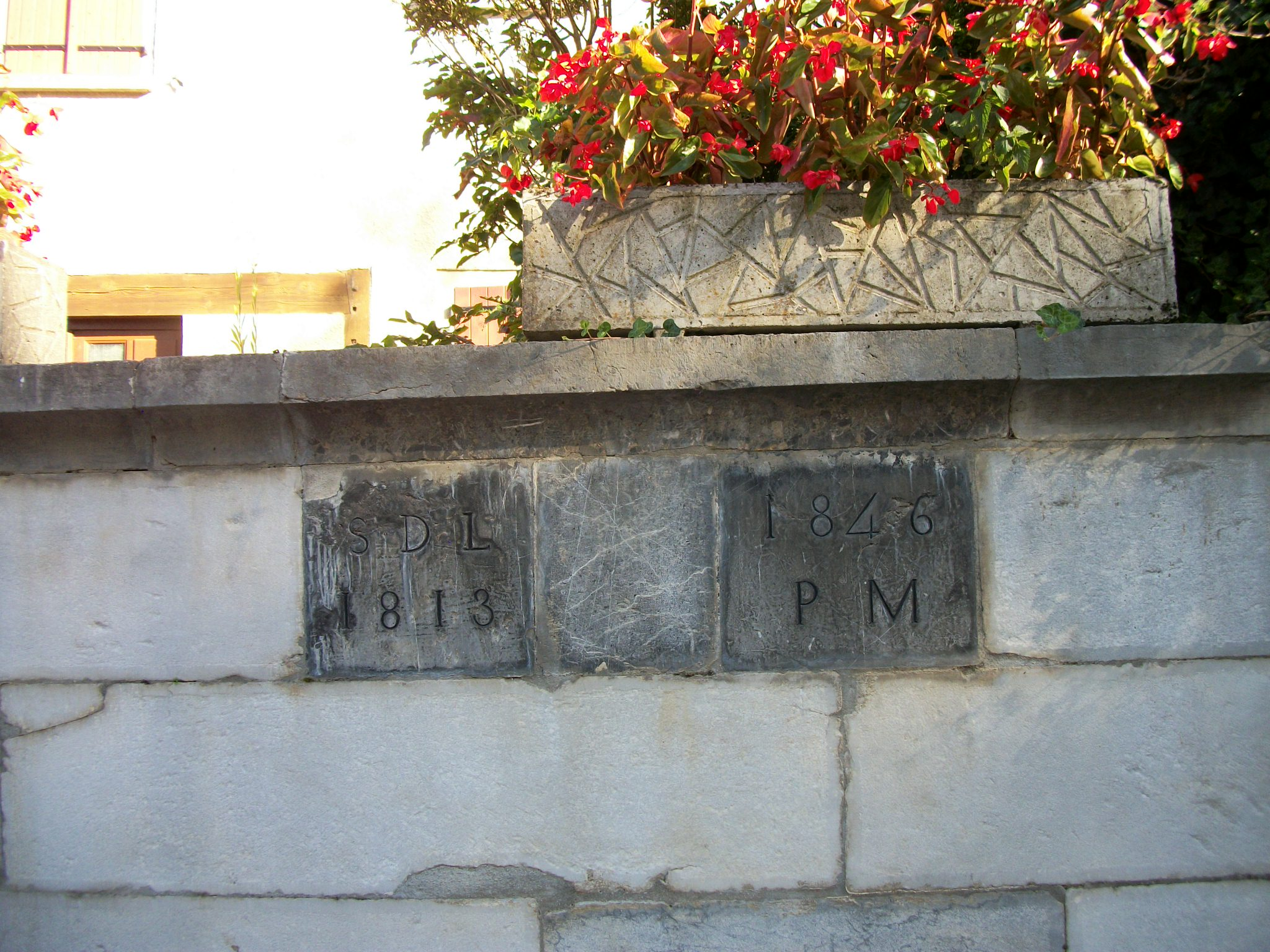
Des plaques souvenir datant de 1813 et 1846 du monument abreuvoir.
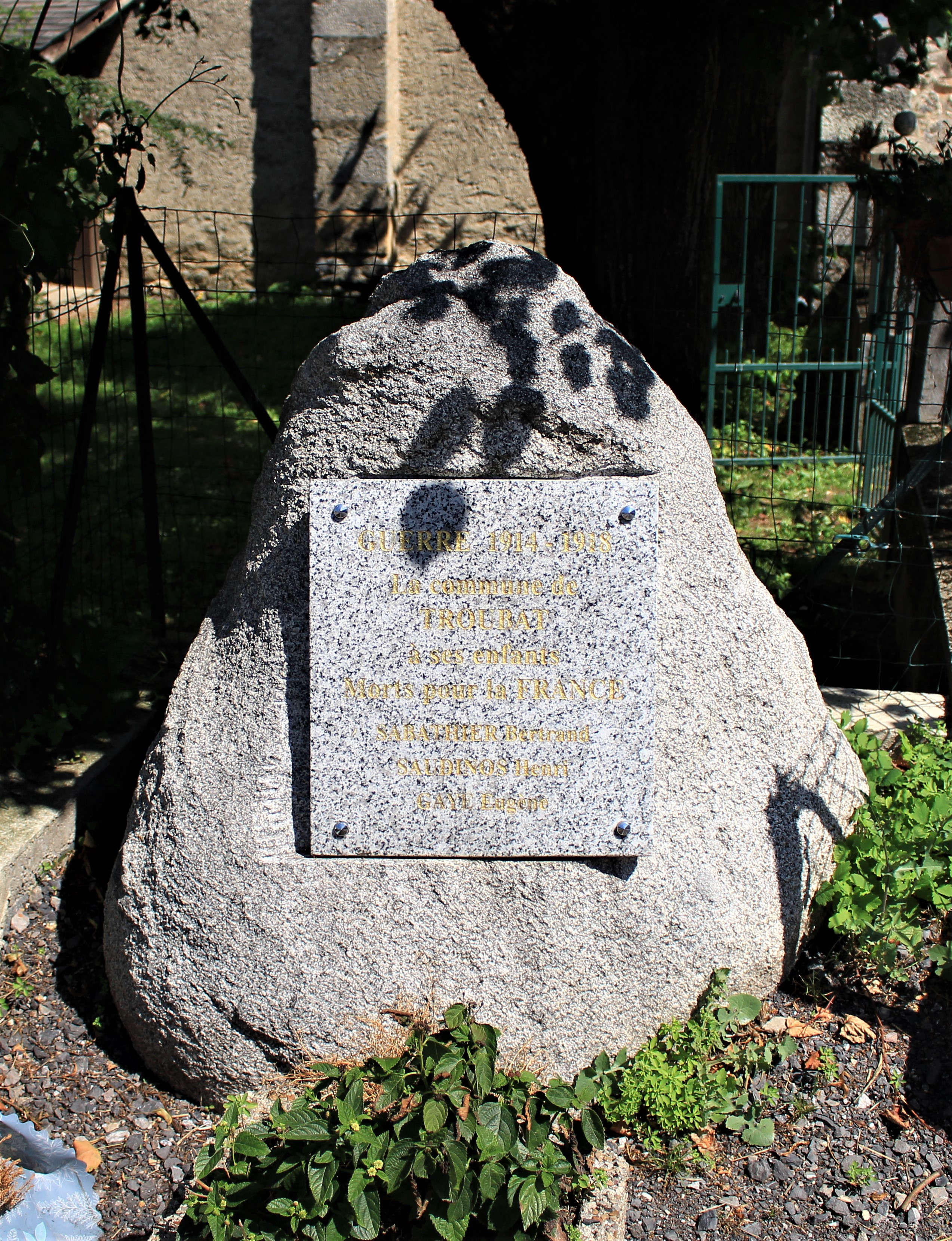
Le monument aux morts.

### Héraldique
| Blason | Blasonnement : D'azur au mont cousu de sinople sommé d'une épitaphe de sable chargée d'une croisette latine d'argent, au chef d'or chargé de trois pals de gueules. Commentaires : ce blason est officiel (vérifié auprès de la mairie). |